# 장훈경
장훈경(1983년 ~ ) 은 대한민국의 SBS 보도본부  기자이다.

## 학력
- 중앙대학교 신문방송학과 학사 2002학번

## 경력
- 2010년 SBS 입사
- 이후시민사회부를

## 수상
- 2017년 방송기자연합회 ‘이달의 방송기자상’을 3차례 수상
- 2018년 ‘에버랜드 수상한 땅값과 삼성 경영권승계’ 보도로 한국방송기자대상 ‘올해의 기자상’을 수상했다.